# Нижня Чигара
Нижня Чига́ра (рос. Нижняя Чигара) — присілок у складі Парабельського району Томської області, Росія. Входить до складу Новосельцевського сільського поселення.

## Населення
Населення — 178 осіб (2010; 161 у 2002).
Національний склад (станом на 2002 рік):
- росіяни — 92 %